# Stelis diversicolor
Stelis diversicolor is een vliesvleugelig insect uit de familie Megachilidae. De wetenschappelijke naam van de soort is voor het eerst geldig gepubliceerd in 1916 door Crawford.